# Qaḑā' Rujm ash Shāmī
Qaḑā' Rujm ash Shāmī (arabiska: قضاء رجم الشامي) är en kommun i Jordanien.   Den ligger i guvernementet Amman, i den centrala delen av landet, 28 km söder om huvudstaden Amman.